# Vonge
Vonge er en by i Sydjylland med 553 indbyggere  (2024), beliggende 4 km øst for Kollemorten, 5 km vest for Tørring og 22 km nord for Vejle. Byen hører til Vejle Kommune og ligger i Region Syddanmark.
Vonge hører til Vonge Sogn, der indtil 1. oktober 2010 var et kirkedistrikt i Øster Nykirke Sogn. Vonge Kirke ligger i byen.

## Faciliteter
Der er dagplejere både i Vonge og nabobyen Kollemorten, men børnehaven Kolbøtten ligger i Kollemorten. Den blev oprettet i 2005 ved sammenlægning af Koloritten i Kollemorten og Krudthuset i Vonge. Den er normeret til 50-70 børn og er indrettet i Kollemortens tidligere skole, hvor den har adgang til mange faciliteter, bl.a. gymnastiksal.
Øster Nykirke Skole, der også er skole for Kollemorten, ligger derimod i Vonge. Den har 136 elever, fordelt på 0.-6. klassetrin, samt SFO'en Regnbuen. Vonge-Kollemorten Hallen, der blev indviet i 1982, ligger også i Vonge. Den bruges bl.a. af Øster Nykirke Idræts Forening, der er grundlagt i 1868.
I forbindelse med hallen og skolen findes klubben Hattehuset, der er et fritidstilbud til de større børn. I efteråret 1993 var der en mindre gruppe børn, der lavede hærværk i området. Et stormøde blev holdt på skolen, en arbejdsgruppe blev nedsat og efter et stort økonomisk og arbejdsmæssigt bidrag fra lokalbefolkningen kunne Hattehuset indvies i foråret 1998. Undervejs havde man i 1996 dannet foreningsfællesskabet Hatten, der senere er blevet et lokalråd, som danner bindeled mellem lokalsamfundet og Vejle Kommune.
Vonge Kro er opført i 1871. Byen har også købmandsforretning.

## Historie
Vonge har lagt navn til et herred, som hed Wangshæreth i Kong Valdemars Jordebog og Wonghærith i 1340, så her må have været et tingsted. Herredet blev senere delt i Nørvang Herred og Søndervang Herred.

### Byen
I 1906 beskrives Vonge således: "Vonge med Skole, Missionshus (opf. 1898), Sparekasse (opr. 1875...Antal af Konti 326), Teglværk, Andelsmejeri og Kro;"

### Jernbanen
Vonge fik station på Horsens Vestbaner i 1929, hvor Horsens-Tørring Banen blev forlænget til Thyregod. Horsens Vestbaner indstillede persontrafikken i 1957 og blev helt nedlagt i 1962. Stationsbygningen er bevaret på Skolestien 8.